# Velká pamětní síň krále Sedžonga
Velká pamětní síň krále Sedžonga z dynastie Čoson je pamětní síň nacházející se v Cheongnyangni dongu, ve čtvrti Dongdaemungu v Soulu v Jižní Koreji. Stavba začala 9. října 1968 v rámci pamětního projektu týkajícího se krále Sedžonga. Pamětní síň byla dokončena v listopadu 1970, slavnostní otevření pro veřejnost proběhlo 9. října 1973. 

## Dispozice a expozice
Velká pamětní síň je moderní budova, která má přes 12 000 m2 užitné plochy v suterénu a dvou podlažích. Disponuje výstavními místnostmi, badatelnou, laboratoří a dvěma posluchárnami, kde větší z nich má kapacitu 250 míst a menší má kapacitu 200 míst. Vlastní výstavní síň se skládá z několika tematických expozic. Jedná se výstavní místnosti zaměřené na korejský jazyk, vědu v době krále Sedžonga a na tradiční korejskou hudbu. Další místnosti popisují život krále Sedžonga. Součástí objektu jsou i venkovní výstavy.

### King's Sejong Art Room (Biography Hall)
V této místností se návštěvníci dozvědí o dětství a raném mládí krále Sedžonga, o jeho korunovaci až po dobu, kdy vytvořil písmo hangul. Vše ilustrují dochované obrazy zaměřené na králův život.

### Hangul Hall
V této expozici jsou ukázány knihy vydané během panování krále Sedžonga a také jím vynalezení písmo kaligrafie hangul užitá na dobových dokumentech. 

### Science Hall

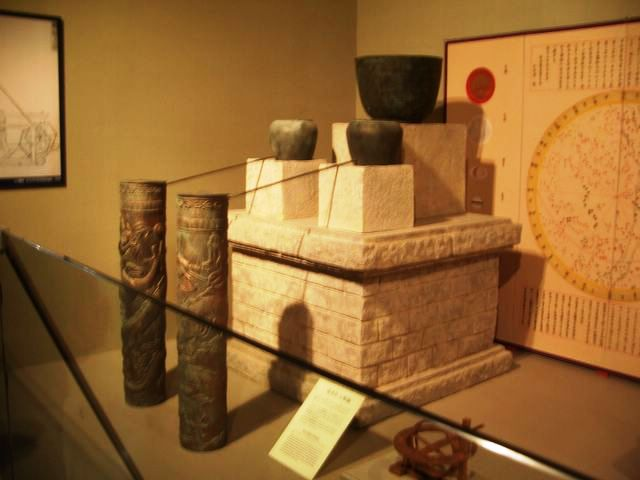
Korejské vodní hodiny

Tato místnost byla určena pro výstavu předmětů, nástrojů a map, které byly vynalezeny nebo vytvořeny během vlády krále Sedžonga a v dynastii Čoson. Jedná se zejména o tiskařské přístroje, korejský typ srážkoměrů, což byl jeden z prvních přístrojů tohoto typu na světě, a vodní hodiny. Také jsou vystaveny astronomické přístroje, které byly vynalezeny v Koreji za krále Sedžonga, ale byly již známé v jiných částech světa, jako je armilární sféra či astroláb. Vzhledem ke své univerzálnosti mohly vzniknout nezávisle na antických a arabských vynálezech, ale se znalostí pokročilé arabské matematiky, které byly transportovány do Koreje přes mongolské vládce Číny.

### Gugak Hall
V místnosti korejské tradiční hudby gugak je vystaveno více než 70 korejských tradičních hudebních nástrojů. Doplňují je tradiční kostýmy, které byly používány královskými tanečníky a hudebníky.

### Ildaegi Hall
Tato expozice obsahuje tzv. biografické obrazy Sedžonga Velikého, které vytvořil v průběhu let Eojin krále Sedžonga a Kim Haksu a které zachycují vládcovo jednání.

### Outdoor Display
Venku je k vidění socha krále Sedžonga či srážkoměr.